# Relatividade numérica
A relatividade numérica é um dos ramos da relatividade geral que usa algoritmos e métodos numéricos para resolver e analisar problemas. Para esse fim, supercomputadores são frequentemente empregados para estudar buracos negros, ondas gravitacionais, estrelas de nêutrons e muitos outros fenômenos descritos pela teoria da relatividade geral de Albert Einstein. Um campo de pesquisa atualmente ativo na relatividade numérica é a simulação de binários relativísticos e suas ondas gravitacionais associadas.

## Visão geral
Um objetivo primário da relatividade numérica é estudar espaços-tempos cuja forma exata não é conhecida. Os espaços-tempos assim encontrados computacionalmente podem ser totalmente dinâmicos, estacionários, ou estáticos e podem conter campos de matéria ou vácuo. No caso de soluções estacionárias e estáticas, métodos numéricos também podem ser usados para estudar a estabilidade dos espaços-tempos de equilíbrio. No caso de espaços-tempos dinâmicos, o problema pode ser dividido no problema do valor inicial e na evolução, cada um exigindo métodos diferentes.
A relatividade numérica é aplicada a muitas áreas, como modelos cosmológicos, fenômenos críticos, estrelas de nêutrons e buracos negros perturbados, e a coalescência de buracos negros e estrelas de nêutrons, por exemplo. Em qualquer um desses casos, as equações de Einstein podem ser formuladas de várias maneiras que nos permitem evoluir a dinâmica. Embora os métodos de Cauchy tenham recebido a maior parte da atenção, métodos baseados em cálculos de Regge e característicos também foram usados. Todos esses métodos começam com um instantâneo dos campos gravitacionais em alguma hipersuperfície, os dados iniciais, e evoluem esses dados para hipersuperfícies vizinhas.
Como todos os problemas em análises numéricas, é dada atenção cuidadosa à estabilidade e convergência das soluções numéricas. Nesta linha, muita atenção é dada às condições de gauge, coordenadas, e várias formulações das equações de Einstein e o efeito que elas têm na capacidade de produzir soluções numéricas precisas.
A pesquisa em relatividade numérica é distinta do trabalho em teorias de campos clássicas, pois muitas técnicas implementadas nessas áreas são inaplicáveis na relatividade. Muitas facetas são, no entanto, compartilhadas com problemas de larga escala em outras ciências computacionais, como mecânica dos sólidos, eletromagnetismo, e fluidodinâmica computacionais. Relativistas numéricos frequentemente trabalham com matemáticos aplicados e extraem percepções da análise numérica, da computação científica, de equações diferenciais parciais e da geometria, entre outras áreas matemáticas de especialização.

## História

### Fundamentos na teoria
Albert Einstein publicou sua teoria da relatividade geral em 1915. Ela, assim como sua teoria anterior da relatividade especial, descreveu o espaço e o tempo como um espaço-tempo unificado sujeito ao que agora é conhecido como equações de campo de Einstein. Estas formam um conjunto de equações diferenciais parciais (EDPs), que não são lineares, acopladas. Após mais de 100 anos desde a primeira publicação da teoria, relativamente poucas soluções de forma fechada são conhecidas para as equações de campo e, dessas, a maioria são soluções cosmológicas que assumem simetria especial para reduzir a complexidade das equações.
O campo da relatividade numérica surgiu do desejo de construir e estudar soluções mais gerais para as equações de campo resolvendo aproximadamente as equações de Einstein numericamente. Um precursor necessário para tais tentativas foi uma decomposição do espaço-tempo de volta para espaço e tempo separados. Isso foi publicado pela primeira vez por Richard Arnowitt, Stanley Deser e Charles W. Misner no final da década de 1950 no que ficou conhecido como formalismo de Arnowitt, Deser e Misner (ADM). Embora por razões técnicas as equações precisas formuladas no artigo original de Arnowitt, Deser e Misner raramente sejam usadas em simulações numéricas, a maioria das abordagens práticas para a relatividade numérica usa uma "decomposição 3+1" do espaço-tempo em espaço tridimensional e tempo unidimensional que está intimamente relacionada à formulação de Arnowitt, Deser e Misner, porque o procedimento de Arnowitt, Deser e Misner reformula as equações de campo de Einstein em um problema do valor inicial restrito que pode ser abordado usando metodologias computacionais.
Na época em que Arnowitt, Deser e Misner publicaram o artigo original, a tecnologia de computador não teria suportado a solução numérica para suas equações em qualquer problema de qualquer tamanho substancial. A primeira tentativa documentada de resolver as equações de campo de Einstein numericamente parece ser de S. G. Hahn e R. W. Lindquist em 1964, seguida logo depois por Larry Smarr e por K. R. Eppley. Essas primeiras tentativas foram focadas na evolução de dados de Misner em axissimetria (também conhecida como "dimensões 2+1"). Mais ou menos na mesma época, Tsvi Piran escreveu o primeiro código que evoluiu um sistema com radiação gravitacional usando uma simetria cilíndrica. Neste cálculo, Piran estabeleceu a base para muitos dos conceitos usados hoje na evolução de equações de Arnowitt, Deser e Misner, como "evolução livre" versus "evolução restrita", que lidam com o problema fundamental de tratar as equações de restrição que surgem no formalismo de Arnowitt, Deser e Misner. A aplicação de simetria reduziu os requisitos computacionais e de memória associados ao problema, permitindo que os pesquisadores obtivessem resultados nos supercomputadores disponíveis na época.

### Primeiros resultados
Os primeiros cálculos realistas de colapso rotativo foram realizados no início da década de 1980 por Richard Stark e Tsvi Piran, nos quais as formas de ondas gravitacionais resultantes da formação de um buraco negro rotativo foram calculadas pela primeira vez. Por quase 20 anos após os resultados iniciais, houve poucos outros resultados publicados em relatividade numérica, provavelmente devido à falta de computadores suficientemente poderosos para resolver o problema. No final da década de 1990, a Binary Black Hole Grand Challenge Alliance simulou com sucesso uma colisão frontal de buraco negro binário. Como uma etapa de pós-processamento, o grupo calculou o horizonte de eventos para o espaço-tempo. Este resultado ainda exigia impor e explorar a axisimetria nos cálculos.
Algumas das primeiras tentativas documentadas para resolver as equações de Einstein em três dimensões foram focadas em um único buraco negro de Schwarzschild, que é descrito por uma solução estática e esfericamente simétrica para as equações de campo de Einstein. Isso fornece um excelente caso de teste em relatividade numérica porque tem uma solução de forma fechada para que os resultados numéricos possam ser comparados a uma solução exata, porque é estático e porque contém uma das características numericamente mais desafiadoras da teoria da relatividade, uma singularidade física. Um dos primeiros grupos a tentar simular essa solução foi Peter Anninos et al. em 1995. No artigo, eles apontam que "o progresso na relatividade numérica tridimensional foi impedido em parte pela falta de computadores com memória e poder computacional suficientes para realizar cálculos bem resolvidos de espaços-tempos tridimensionais."

### Maturação do campo
Nos anos que se seguiram, não apenas os computadores se tornaram mais poderosos, mas também vários grupos de pesquisa desenvolveram técnicas alternativas para melhorar a eficiência dos cálculos. Com relação às simulações de buracos negros especificamente, duas técnicas foram concebidas para evitar problemas associados à existência de singularidades físicas nas soluções das equações: (1) Excisão e (2) o método de "punção". Além disso, o grupo Lazarus desenvolveu técnicas para usar resultados iniciais de uma simulação de curta duração resolvendo as equações de Arnowitt, Deser e Misner que não são lineares, a fim de fornecer dados iniciais para um código mais estável baseado em equações linearizadas derivadas da teoria de perturbação. Mais geralmente, técnicas de refinamento de malha adaptável, já usadas na fluidodinâmica computacional, foram introduzidas no campo da relatividade numérica.

#### Excisão
Na técnica de excisão, que foi proposta pela primeira vez no final da década de 1990, uma porção de um espaço-tempo dentro do horizonte de eventos ao redor da singularidade de um buraco negro simplesmente não evolui. Em teoria, isso não deve afetar a solução para as equações fora do horizonte de eventos por causa do princípio de causalidade e das propriedades do horizonte de eventos (ou seja, nada físico dentro do buraco negro pode influenciar qualquer física fora do horizonte). Assim, se alguém simplesmente não resolver as equações dentro do horizonte, ainda deverá ser capaz de obter soluções válidas fora. Alguém "excisa" o interior impondo condições de contorno de entrada em um contorno ao redor da singularidade, mas dentro do horizonte. Embora a implementação da excisão tenha sido muito bem-sucedida, a técnica tem dois pequenos problemas. O primeiro é que é preciso ter cuidado com as condições de coordenadas. Embora os efeitos físicos não possam se propagar de dentro para fora, os efeitos de coordenadas podem. Por exemplo, se as condições de coordenadas fossem elípticas, as mudanças de coordenadas internas poderiam se propagar instantaneamente através do horizonte. Isso significa então que são necessárias condições de coordenadas do tipo hiperbólico com velocidades características menores que a da luz para a propagação de efeitos de coordenadas (por exemplo, usando condições de coordenadas de coordenadas harmônicas). O segundo problema é que, conforme os buracos negros se movem, é preciso ajustar continuamente a localização da região de excisão para se mover com o buraco negro.
A técnica de excisão foi desenvolvida ao longo de vários anos, incluindo o desenvolvimento de novas condições de gauge que aumentaram a estabilidade e o trabalho que demonstrou a capacidade das regiões de excisão de se moverem através da grade computacional. A primeira evolução estável e de longo prazo da órbita e fusão de dois buracos negros usando esta técnica foi publicada em 2005.

#### Punções
No método de punção, a solução é fatorada em uma parte analítica, que contém a singularidade do buraco negro, e uma parte construída numericamente, que é então livre de singularidade. Esta é uma generalização da prescrição de Brill e Lindquist para dados iniciais de buracos negros em repouso e pode ser generalizada para a prescrição de Bowen e York para dados iniciais de buracos negros em rotação e movimento. Até 2005, todo uso publicado do método de punção exigia que a posição coordenada de todas as punções permanecesse fixa durante o curso da simulação. É claro que buracos negros próximos uns dos outros tendem a se mover sob a força da gravidade, então o fato de a posição coordenada da punção permanecer fixa significava que os próprios sistemas de coordenadas se tornavam "esticados" ou "torcidos", e isso normalmente levava a instabilidades numéricas em algum estágio da simulação.

#### A descoberta de 2005 (annus mirabilisda relatividade numérica)
Em 2005, um grupo de pesquisadores demonstrou pela primeira vez a capacidade de permitir que punções se movessem através do sistema de coordenadas, eliminando assim alguns dos problemas anteriores com o método. Isso permitiu evoluções precisas de longo prazo de buracos negros. Ao escolher condições de coordenadas apropriadas e fazer suposições analíticas grosseiras sobre os campos próximos à singularidade (já que nenhum efeito físico pode se propagar para fora do buraco negro, a grosseria das aproximações não importa), soluções numéricas poderiam ser obtidas para o problema de dois buracos negros orbitando um ao outro, bem como cálculos precisos da radiação gravitacional (ondulações no espaço-tempo) emitida por eles. 2005 foi nomeado como "annus mirabilis" da relatividade numérica, 100 anos após os artigos do annus mirabilis da relatividade especial (1905).

#### Projeto Lázaro
O projeto Lazarus (1998 a 2005) foi desenvolvido como uma técnica pós-Grand Challenge para extrair resultados astrofísicos de simulações numéricas completas de curta duração de buracos negros binários. Ele combinou técnicas de aproximação antes (trajetórias pós-newtonianas) e depois (perturbações de buracos negros individuais) com simulações numéricas completas tentando resolver as equações de campo de Einstein. Todas as tentativas anteriores de integrar numericamente em supercomputadores as equações de Hilbert e Einstein descrevendo o campo gravitacional ao redor de buracos negros binários levaram à falha de software antes que uma única órbita fosse concluída.
A abordagem do projeto Lazarus, entretanto, deu a melhor percepção sobre o problema do buraco negro binário e produziu resultados numerosos e relativamente precisos, como a energia irradiada e o momento angular emitidos no último estado de fusão, o momento linear irradiado por buracos de massa desigual, e a massa final e o spin do buraco negro remanescente. O método também calculou ondas gravitacionais detalhadas emitidas pelo processo de fusão e previu que a colisão de buracos negros é o evento único mais energético do Universo, liberando mais energia em uma fração de segundo na forma de radiação gravitacional do que uma galáxia inteira em sua vida.

#### Refinamento de malha adaptável
O refinamento de malha adaptável (AMR) como um método numérico tem raízes que vão muito além de sua primeira aplicação no campo da relatividade numérica. O refinamento de malha aparece pela primeira vez na literatura de relatividade numérica na década de 1980, por meio do trabalho de Choptuik em seus estudos de colapso crítico de campos escalares. O trabalho original foi em uma dimensão, mas foi posteriormente estendido para duas dimensões. Em duas dimensões, o refinamento de malha adaptável também foi aplicado ao estudo de cosmologias que não são homogêneas, e ao estudo de buracos negros de Schwarzschild. A técnica agora se tornou uma ferramenta padrão na relatividade numérica e tem sido usada para estudar a fusão de buracos negros e outros objetos compactos, além da propagação da radiação gravitacional gerada por tais eventos astronômicos.

## Desenvolvimentos recentes
No século XXI, centenas de artigos de pesquisa foram publicados, levando a um amplo espectro de resultados de relatividade matemática, ondas gravitacionais, e astrofísicos, para o problema do buraco negro em órbita. Essa técnica se estendeu a sistemas binários astrofísicos envolvendo estrelas de nêutrons e buracos negros, e múltiplos buracos negros. Uma das previsões mais surpreendentes é que a fusão de dois buracos negros pode dar ao buraco remanescente uma velocidade de até 4000 km/s que pode permitir que ele escape de qualquer galáxia conhecida. As simulações também preveem uma enorme liberação de energia gravitacional neste processo de fusão, chegando a 8% de sua massa total de repouso.